# Ville-Houdlémont
 Ville-Houdlémont  es una población y comuna francesa, en la región de Lorena, departamento de Meurthe y Mosela, en el distrito de Briey y cantón de Mont-Saint-Martin.

## Demografía
| 332 | 520 | 504 | 512 | 504 | 531 |
| Para los censos de 1962 a 1999 la población legal corresponde a la población sin duplicidades (Fuente: INSEE [Consultar]) |     |     |     |     |     |